# Doleschallia continentalis
Doleschallia continentalis är en fjärilsart som beskrevs av Hans Fruhstorfer 1899. Doleschallia continentalis ingår i släktet Doleschallia och familjen praktfjärilar. Inga underarter finns listade i Catalogue of Life.